# Colobothea dispersa
Colobothea dispersa es una especie de escarabajo longicornio del género Colobothea, categorizada en la tribu Colobotheini, de la subfamilia Lamiinae. Fue descrita por Bates en 1872.

## Descripción
Mide 7-16 mm de longitud.

## Distribución
Se distribuye por Colombia, Costa Rica, Honduras, Nicaragua	y Panamá.